# Нумерий Фабий Бутеон (консул)
Нуме́рий Фа́бий Бутео́н (лат. Numerius Fabius Buteo; умер после 224 года до н. э.) — римский политический деятель из патрицианского рода Фабиев, консул 247 года до н. э. Известно, что его отец и дед носили преномен Марк. Предположительно, Марк-младший тоже носил когномен «Бутеон» (Buteo) и жил во времена Пирровой войны. Брат Нумерия, ещё один Марк, был консулом в 245 году до н. э.
Коллегой Нумерия по консульству был плебей Луций Цецилий Метелл. В рамках продолжавшейся в это время Первой Пунической войны Бутеон осаждал Дрепан на Сицилии. Он занял небольшой остров Пелиас и сделал его своей опорной базой, но взять Дрепан не смог.
В 224 году до н. э. Нумерий был начальником конницы при Луции Цецилии, его экс-коллеге по консульству, назначенном диктатором для проведения выборов.